# Felis silvestris tristrami
Felis silvestris tristrami es una subespecie de  mamíferos carnívoros  de la familia Felidae.

## Distribución geográfica
Se encuentra en Palestina.